# NGC 5826
NGC 5826 је лентикуларна галаксија у сазвежђу Змај која се налази на NGC листи објеката дубоког неба.
Деклинација објекта је + 55° 28' 45" а ректасцензија 15h 6m 33,7s. Привидна величина (магнитуда) објекта NGC 5826 износи 14,4 а фотографска магнитуда 15,4. NGC 5826 је још познат и под ознакама NGC 5870, UGC 9725, MCG 9-25-16, CGCG 274-17, IRAS 15053+5540, PGC 53949.